# Николаевский монастырь (Рыльск)

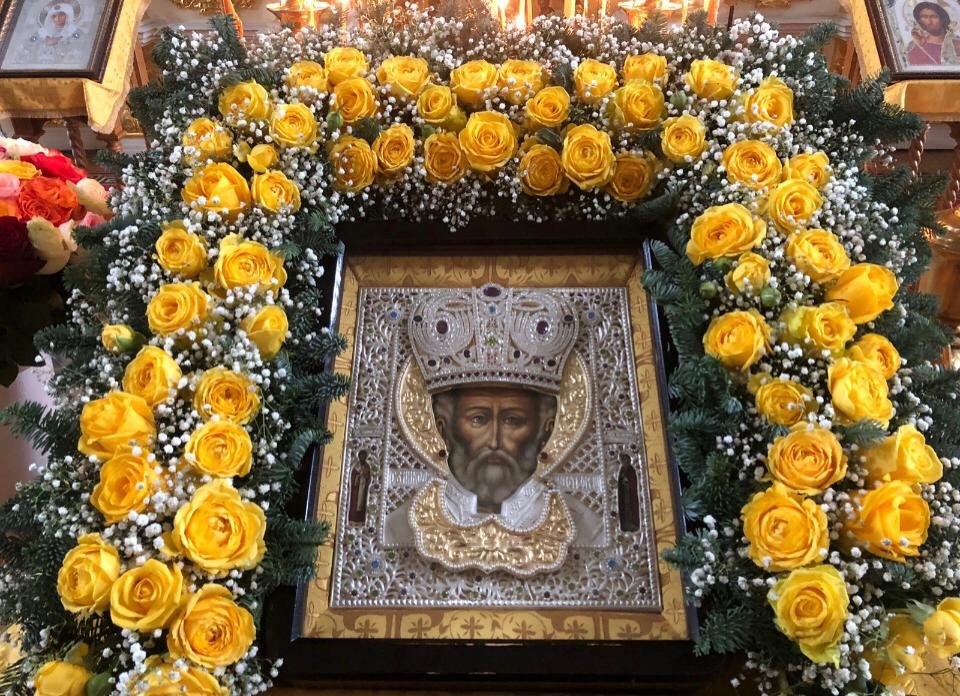
Храмовая икона Николая чудотворца (копия утерянного чудотворного образа). Никольский храм монастыря

Ры́льский Никола́евский монасты́рь — мужской монастырь Курской епархии Русской православной церкви, расположенный на холме на окраине села Пригородняя Слободка Курской области, на противоположном от города Рыльска берегу реки Рыло.

## История
Точная дата основания неизвестна, первое упоминание в официальных документах — 1505 год. В Смутное время монастырь был разорён польско-литовским войском.
В 1733 году была заложена, а в 1783 году ─ освящена первая каменная церковь Воздвижения Креста Господня. Вторая каменная Церковь Троицы Живоначальной была построена в 1747 году, третья — Церковь Николая Чудотворца — в 1757 году, ныне являющаяся соборным храмом монастыря. В 1740-х годах была воздвигнута пятиярусная колокольня, и в то же время сооружена надвратная башня с 2,5-тонными колоколом, снесённая в 1949 году.
В 1784 году при монастыре было открыто духовное училище. 
В 1794 году был построен ещё один храм — в честь Ахтырской иконы Божией Матери (снесён в начала XX века). 
В 1820 году духовное училище стало четырёхклассным, а в 1876 году переместилось в Рыльск. В 1824 году в обители проездом побывал император Александр I.
На волне борьбы с церковью в СССР в 1925 году монастырь был закрыт. 
С 5 октября 1941 по 30 августа 1943 монастырь был оккупирован немецко-фашистскими захватчиками.
17 июня 1991 года обитель была возвращена Русской православной церкви, и уже 16 октября 1991 года начаты богослужения в Николаевском храме. Восстановлением занимался старец архимандрит Ипполит (Халин).

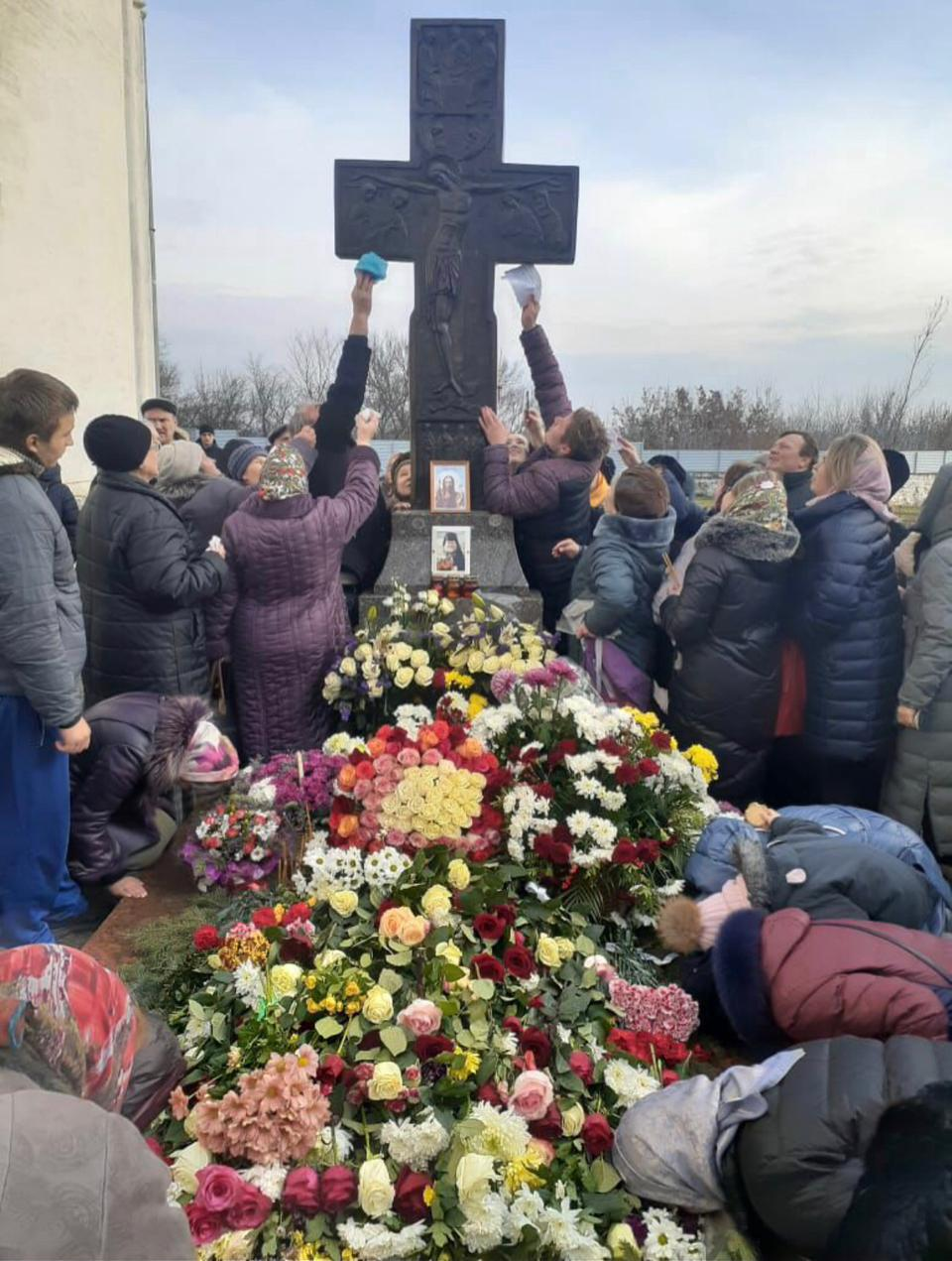
Паломники на могиле старца Ипполита в Рыльском монастыре

## Литература

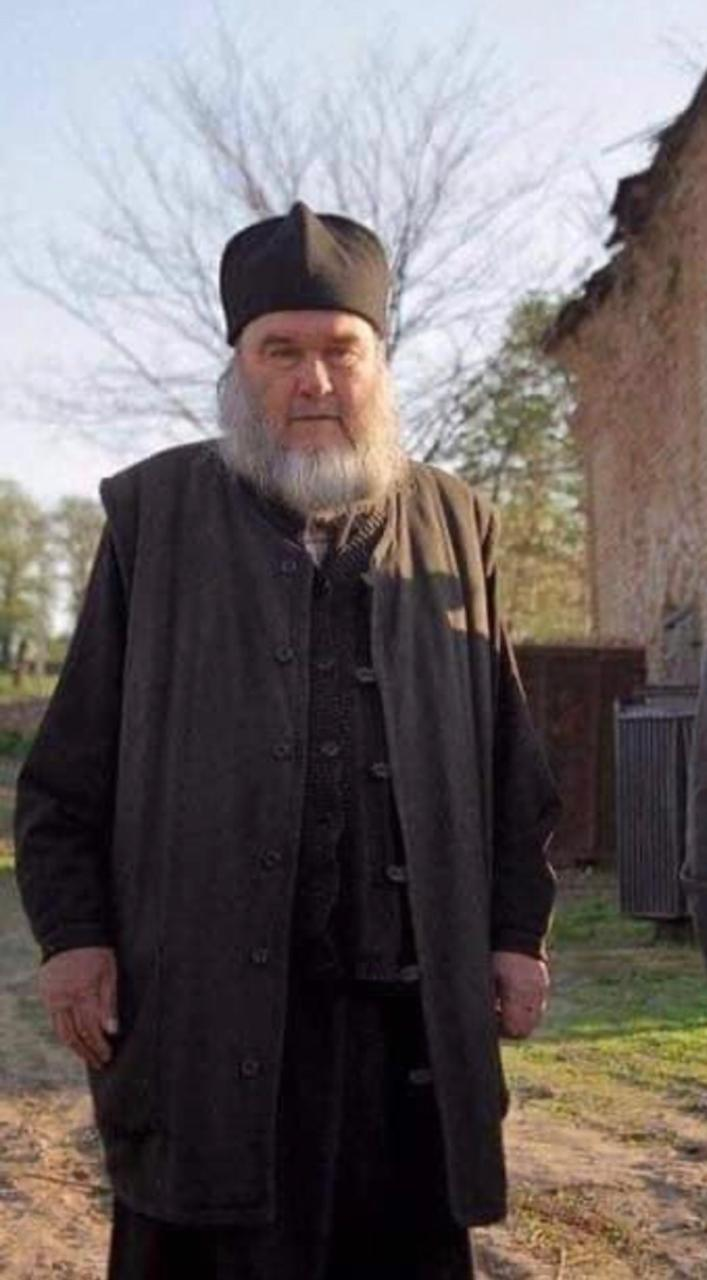
Настоятель Рыльского монастыря (с 1991 по 2002) архимандрит Ипполит (Халин)